# 이천로
이천로(Icheon-ro)는 대구광역시 남구 봉덕동에서  중구 삼덕동 봉산육거리를 잇는 대구광역시의 도로이다.

## 주요 경유지
대구광역시
- 남구 (봉덕동 . 이천동 . 대봉동 . 성내동) - 중구 (삼덕동)

## 노선
| 이름           | 접속 노선           | 소재지        | 소재지        | 비고          |
| 효성로와 직결  | 효성로와 직결       | 효성로와 직결 | 효성로와 직결 | 효성로와 직결 |
| -------------- | ------------------- | ------------- | ------------- | ------------- |
| (이름없음)     | 대덕로 삼정길       | 남구          | 봉덕동        |               |
| 남구청네거리   | 봉덕로              | 남구          | 봉덕동        |               |
| 봉명네거리     | 희망로 중앙대로32길 | 남구          | 봉덕동        |               |
| 캠프헨리사거리 | 이천로19길          | 남구          | 이천동        |               |
| 건들바위네거리 | 명덕로              | 남구          | 대봉동        |               |
| (이름없음)     | 명륜로              | 남구          | 봉산동        |               |
| 봉산육거리     | 달구벌대로          | 중구          | 삼덕동        |               |
| 공평로와 직결  |                     |               |               |               |

## 주요 건물 및 시설
- 세븐일레븐 대구봉덕점 (이천로 20/봉덕동 617-13)
- 남구 청(이천로 51/봉덕동 565-5)
- KB국민은행 봉덕동지점 (이천로 69/봉덕동 606-4)
- 현대자동차 블루핸즈 봉덕점 (이천로 75/봉덕동 495-3)
- S-OIL 평화주유소 (이천로 97/봉덕동 477-1)
- 대구광역시 상수도사업본부 중남부도시사업소 (이천로 147/이천동 403)